# Nashorn
A Nashorn tankelhárító a Harmadik Birodalom sikeres páncélvadásza, mely bármely szövetséges páncélossal fel tudta venni a versenyt.

## Tervezés
A Hornisse-t (Lódarázs) – amit később Nashornnak (Orrszarvú) is neveztek mert Hitler nem tartotta elég fenyegetőnek a Hornisse nevet – a 8,8 cm-es Pak 43/1-es L/71-es ágyú hordozására tervezték. Előzménye a Panzerjäger 10,5 Dickermax prototípus volt, amely a nagy terhet jelentő 10,5 cm-es lövegével műszakilag megbízhatatlan volt, ezért cserélték le a 8,8 cm-esre. Ez a németek által a második világháborúban gyártott egyik legerősebb harckocsiágyú, így a háború egyik legsikeresebb páncéltörő lövege. A lövedék 1080 m/s-os kezdősebességével bármely, a szövetségeseknél hadrendben álló páncélos kilövésére alkalmas volt. 1942 októberében döntés született: az eredetileg megrendelt 500 darabból 100-at nyári támadás során vetnek be a keleti fronton. Itt is, mint a Hummel vagy a Panzerjäger 12,8 Selbstfahrlafette esetében, egy meghosszabbított Panzer IV-es alvázat használtak fel úgy, hogy a motort előrébb, a váz közepére helyezték, de beépítettek PzKpfw III alkatrészeket is.

## Alkalmazása
Mintegy 494 darab Nashornt szállítottak le 1943 februárja és 1945 márciusa között. Az önálló nehéz-páncéltörő alakulatoknál rendszeresítették, melyeket a hadseregek és hadtestek támogatására állítottak fel. Ily módon hatékony páncélvadász osztagokat szerveztek belőlük, különösen a keleti fronton, ahol a szovjet T–34-ek százait lőtték ki. Az első Wehrmacht alakulat, amelyet Nashorn tankelhárító lövegekkel láttak el, a 655. nehéz-páncéltörő hadosztály a keleti fronton, 1943 nyarán. Összesen még öt másik nehézpáncélvadász-egységet alakítottak, melyek szolgálatba álltak Olaszországban, a nyugati fronton és a Szovjetunióban is.

## Galéria

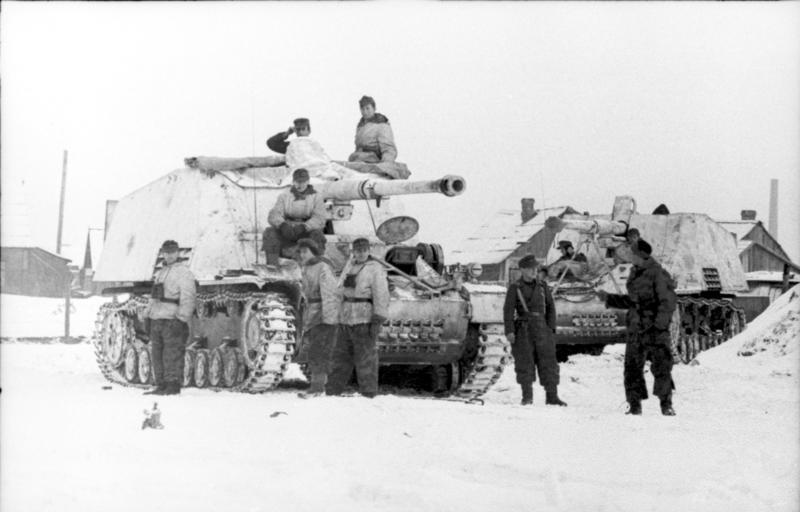
Nashorn egy ismeretlen egységből, a keleti fronton, Oroszország, 1944 március (a járműveket télen fehérre festették, hogy kevésbé legyen észrevehető).
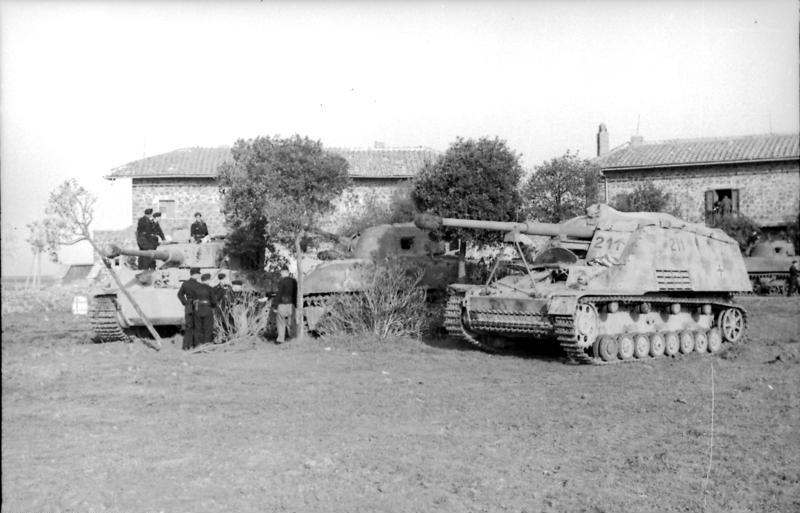
Nashorn valahol Olaszországban, 1944 áprilisában vagy májusában.
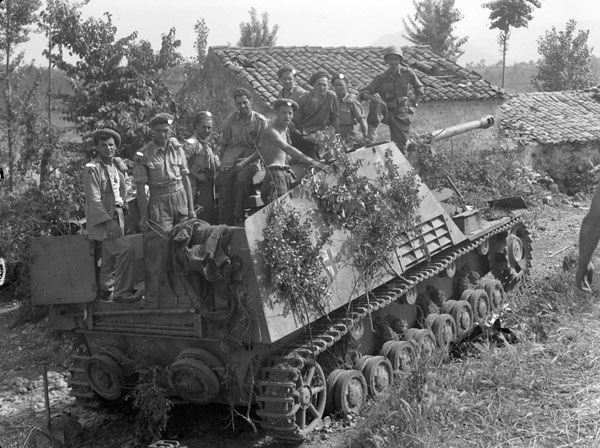
Nashorn a szövetségesek kezén.
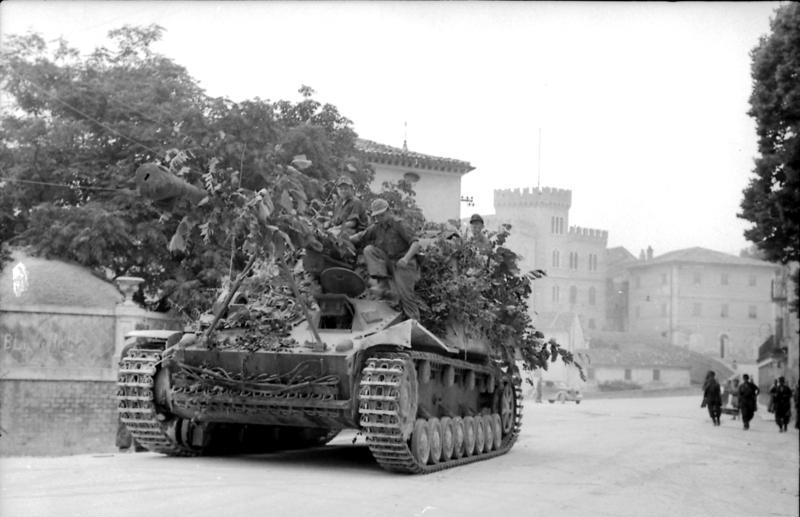
Álcázott Orrszarvú Olaszországban 1944-ben.

## Lásd még
- SZU–100
- Elefant (harcjármű)
- TACAM R–2

## Külső hivatkozások
- panzerkeil.dre
- SZTE Egyetemi könyvtár hadtörténeti gyűjteménye